# Anssi Suhonen
Anssi Suhonen (ur. 14 stycznia 2001 w Järvenpää) – fiński piłkarz grający na pozycji pomocnika w Jahn Regensburg, na wypozyczeniu z HSV.

## Kariera klubowa

### Hamburger SV
Do akademii HSV dołączył w roku 2017, przechodząc z fińskiego klubu KäPa.
8 sierpnia 2021 zadebiutował w seniorskiej drużynie Hamburgera SV w wygranym 2-1 meczu z Eintracht Braunchweig.

## Statystyki kariery

### Klubowe
(aktualne na dzień 16 sierpnia 2022)
| Klub               | Sezon              | Liga               | Liga  | Liga   | Puchar kraju | Puchar kraju | Europa | Europa | Inne  | Inne   | Suma  | Suma   |
| Klub               | Sezon              | Liga               | Mecze | Bramki | Mecze        | Bramki       | Mecze  | Bramki | Mecze | Bramki | Mecze | Bramki |
| ------------------ | ------------------ | ------------------ | ----- | ------ | ------------ | ------------ | ------ | ------ | ----- | ------ | ----- | ------ |
| HSV II             | 2019/20            | Regionalliga       | 1     | 0      | —            | —            | —      | —      | —     | —      | 1     | 0      |
| HSV II             | 2021/22            | Regionalliga       | 3     | 3      | —            | —            | —      | —      | —     | —      | 3     | 3      |
| HSV II             | Łącznie            | Łącznie            | 4     | 3      | 0            | 0            | 0      | 0      | 0     | 0      | 4     | 3      |
| HSV                | 2021/22            | 2. Bundesliga      | 18    | 2      | 2            | 0            | —      | —      | 0     | 0      | 20    | 2      |
| HSV                | 2022/23            | 2. Bundesliga      | 0     | 0      | 0            | 0            | —      | —      | —     | —      | 0     | 0      |
| HSV                | Łącznie            | Łącznie            | 18    | 2      | 2            | 0            | 0      | 0      | 0     | 0      | 24    | 5      |
| Łącznie w karierze | Łącznie w karierze | Łącznie w karierze | 22    | 5      | 2            | 0            | 0      | 0      | 0     | 0      | 24    | 5      |